# Аймермахер, Карл
Карл Аймермахер (нем. Karl Eimermacher, 2 января 1938, Берлин) — немецкий славист, историк советской культуры и её связей с культурой Германии.

## Биография
В 1956 году переехал в Западный Берлин. Закончил Свободный университет Берлина, где изучал историю и славистику, продолжил учебу в Сараево. В 1966 году защитил докторскую диссертацию. С 1976 года — доцент в Констанце. В 1979—2003 годах — профессор славистики и директор Института русской и советской литературы имени Ю. М. Лотмана Рурского университета в Бохуме.
С 1980-х годов выступает как художник, имел ряд выставок в Германии, Грузии, России (Москва, Петербург, Самара). В настоящее время живёт и работает в Берлине.

## Научные работы и интересы
Автор более 200 работ по русскому языку и литературе XIX—XX вв., литературной политике в СССР, неофициальному русскому искусству второй половины XX в. Организатор многочисленных конференций по славистике и сравнительному литературоведению. Редактор многих серий научной литературы на немецком и русском языках. Член Международного совета издательских программ и научных проектов АИРО-XXI.

## Книги (на русском языке)
- Политика и культура при Ленине и Сталине. 1917—1932. М.: АИРО-ХХ, 1998
- Знак. Текст. Культура. М.: РГГУ, 2001
- От единства к многообразию. Разыскания в области «другого» искусства 1950—1980-х годов. М.: РГГУ, 2004
- Вадим Сидур. Карл Аймермахер. «О деталях поговорим при свидании…». Переписка / Сост., подгот. текста и коммент. В.Воловникова. — М.: РОССПЭН, 2004.

## Признание
Почетный доктор РГГУ (1998). Почетный доктор Ассоциации исследователей российского общества (АИРО, 2003).